# Maurice Tourneux

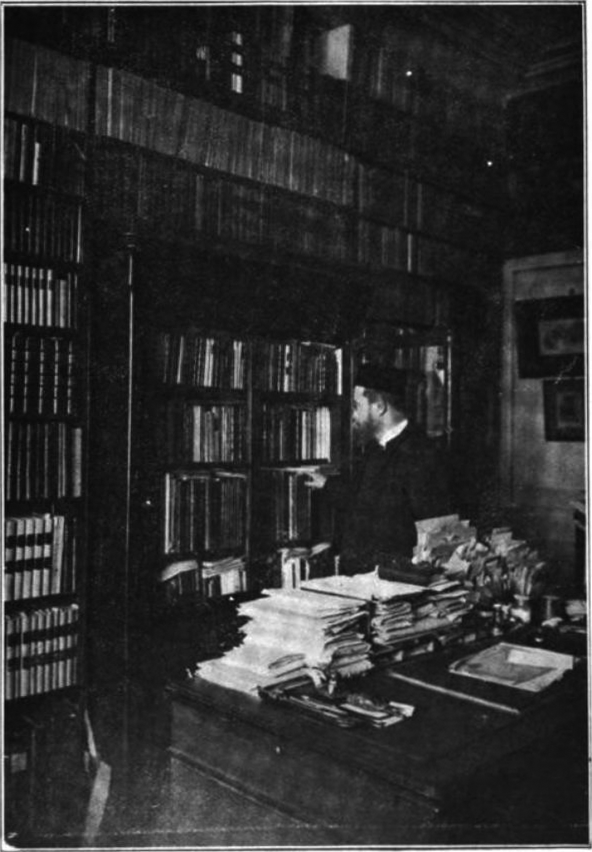
Maurice Tourneux.

Jean Maurice Tourneux, född den 12 juli 1849 i Paris, död där den 13 januari 1917, var en fransk litteratur- och konstforskare.
Tourneux övertog och fullbordade utgivningen av Diderots Œuvres complètes, påbörjad av Assézat (1875–1877), utgav Diderot et Catherine II (1889), Grimms Correspondance littéraire (1877–1882), kritiska verk om Prosper Mérimée (1876 och 1879), Théophile Gautier (1876), Eugène Delacroix devant ses contemporains (1886) samt monografier om Delacroix (1902), Perronneau (1903) och Maurice Quentin de la Tour (1904). Tourneux var verksam även som konstkritiker och utgav ett par betydande bibliografiska verk, bland annat Bibliographie de l'histoire de Paris pendant la revolution française (1890 ff.).